# Parc naturel marin des estuaires picards et de la mer d'Opale
Le parc naturel marin des estuaires picards et de la mer d'Opale est un parc naturel marin français créé en décembre 2012. Il se situe en face des sept fleuves côtiers, du sud vers le nord, la Bresle, la Somme, l'Authie, la Canche, la Liane, le Wimereux et la Slack. Son siège se situe à Écault sur le territoire de Saint-Étienne-au-Mont, dans le Pas-de-Calais.

## Histoire
Le projet de parc naturel marin (à l'époque nommé parc naturel marin des Trois Estuaires) a fait dès 2008 l'objet d'une procédure d'étude et de création par le ministre chargé de l'environnement Jean-Louis Borloo à la suite d'une proposition de Jérôme Bignon parmi plusieurs autres.
Après trois années de concertation et une enquête publique, le parc naturel marin des estuaires picards et de la mer d'Opale a été créé par décret le 11 décembre 2012. Il est le cinquième parc marin français après le parc naturel marin d'Iroise, le parc naturel marin de Mayotte, le parc naturel marin du golfe du Lion et le parc naturel marin des Glorieuses, et avant le parc naturel marin du Bassin d'Arcachon.
Le 12 juillet 2013, le conseil de gestion se réunit pour la première fois, et élit son premier président, ses vice-présidents et son bureau pour cinq ans. Il a ensuite élaboré et validé le 10 décembre 2015 le plan de gestion du parc pour quinze ans.

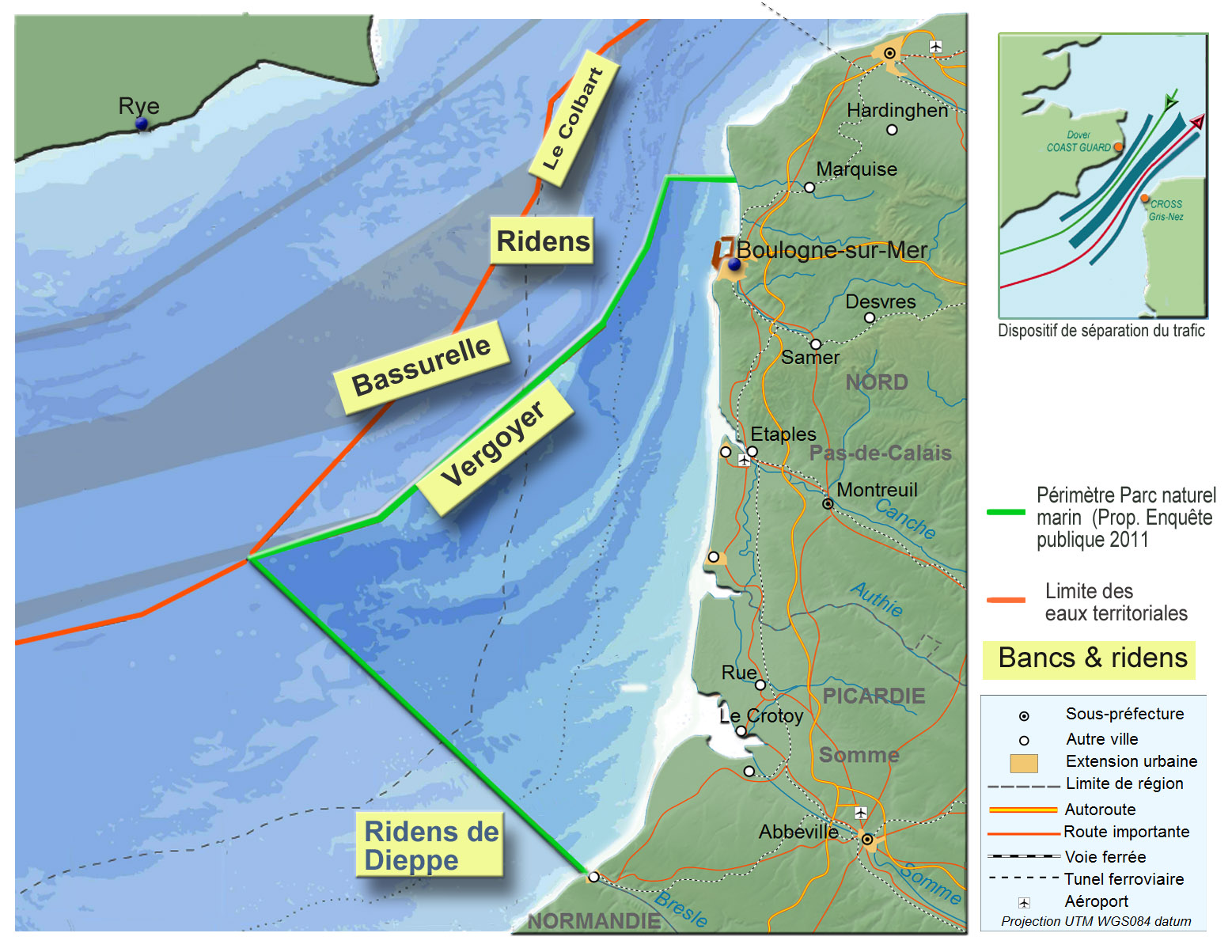
Périmètre du projet soumis à enquête publique en 2011 et accepté en décembre 2012 ; 2300 km2 de surface maritime, longeant 118 km de côtes.

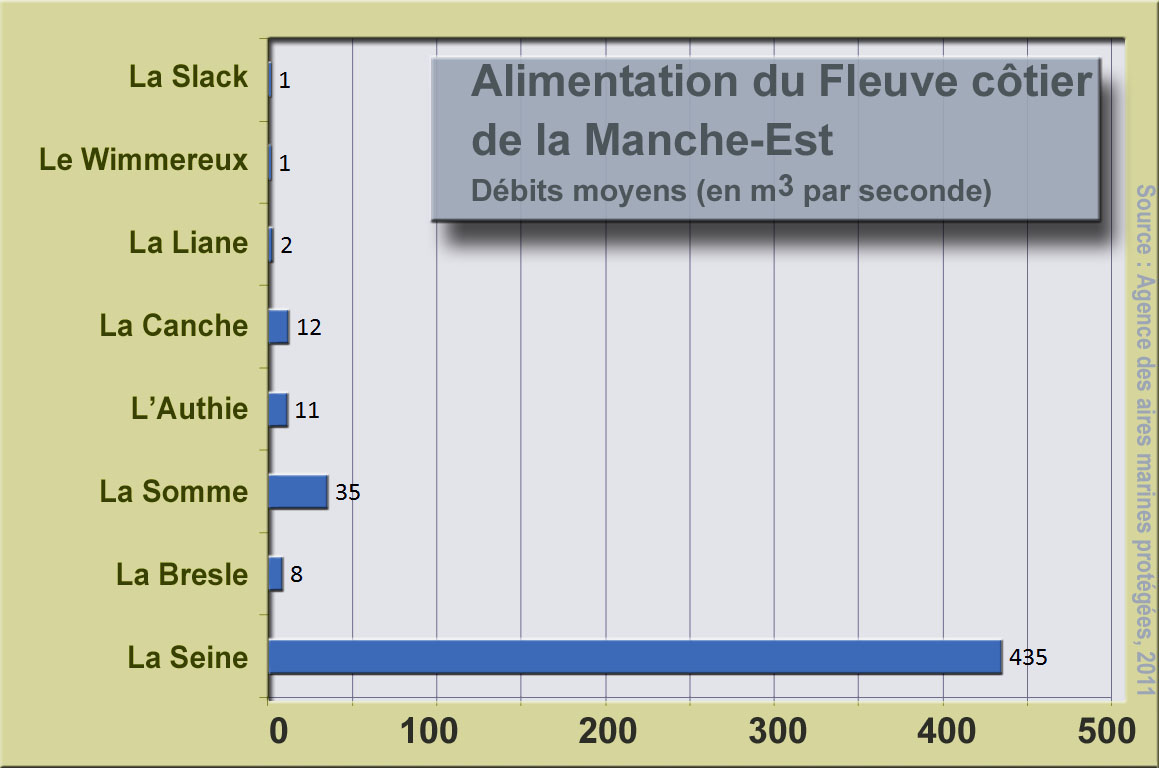
La comparaison des débits qui alimentent le « Fleuve marin côtier » montre l'importance de l'apport initial de la Seine (435 m3/s). Toutefois, la Somme et moindrement la Canche et l'Authie jouent encore un rôle important en rechargeant le fleuve marin côtier en eau douce quand il longe vers le nord les côtes picardes et d'opale et qu'il tend à se diluer dans les eaux de la Manche

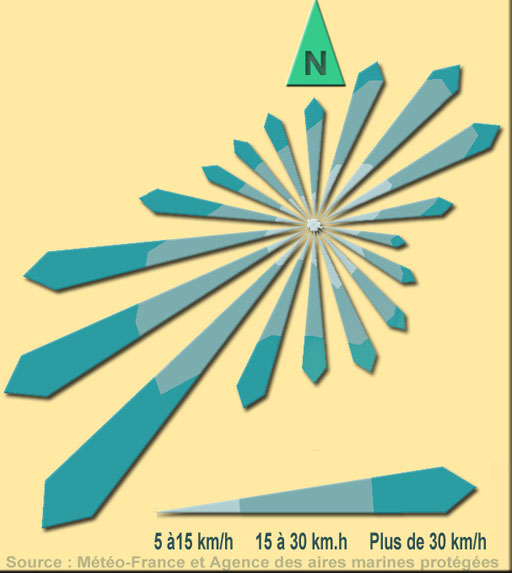
Rose des vents de Boulogne-sur-Mer. Dans cette partie de la Manche-Est, les vents dominants et les plus forts sont globalement parallèles au sens des courants majeurs qui poussent la masse d'eau de la Manche vers la mer du Nord. Des tempêtes soufflant dans le sens que l'onde de marée peuvent causer des « surcotes » de marée haute, c'est-à-dire une mer plus haute qu'annoncée par le calcul du simple coefficient de marée. Par contre la houle atlantique a eu le temps d'être atténuée, et le goulot du détroit est encadré de falaises, ce qui y limite le risque de submersion marine

Le parc naturel marin des estuaires picards et de la mer d’Opale faisait initialement partie de l’Agence des aires marines protégées, un établissement public national voué à la protection du milieu marin, depuis intégrée à l'Office français de la biodiversité, un nouvel établissement public sous la tutelle du ministère de la Transition écologique et sociale.

## Composantes
Comme tout parc naturel marin, il est défini par 3 composantes : un périmètre, des orientations et un conseil de gestion. Il se construit dans un esprit de développement durable, en s'appuyant sur des connaissances partagées, avec une approche écosystémique (promue par l'Europe et l'ONU) visant une restauration, protection et gestion équilibrée des ressources naturelles, incluant un processus de « Gestion intégrée des zones côtières ».
Ses objectifs sont:
- la connaissance du milieu
- la protection des écosystèmes,
- le développement durable des activités liées à la mer[10].

## Définition du périmètre

Zone de localisation du parc, au droit des 7 estuaires, de la Bresle, de la Somme, de l'Authie, de la Canche, de la Liane, du Wimereux et de la Slack

C'est la première étape, qui a nécessité validation par l’État, après enquête publique, avis de commissaires enquêteurs, sur la base de plusieurs années de concertation et avis techniques et scientifiques et de collectivités visant à former un projet partagé, sur un espace cohérent et fonctionnel, sur des bases scientifiques.
Situé au large de la Seine maritime, de la Somme et du Pas-de-Calais, le parc naturel marin des estuaires picards et de la mer d'Opale s’étend au large jusqu’au dispositif de séparation du trafic maritime, concerne 118 km de côtes et couvre une surface de 2 300 km2. Sept estuaires sont concernés: la Slack, le Wimereux, la Liane, la Canche, l'Authie, la Somme et la Bresle.

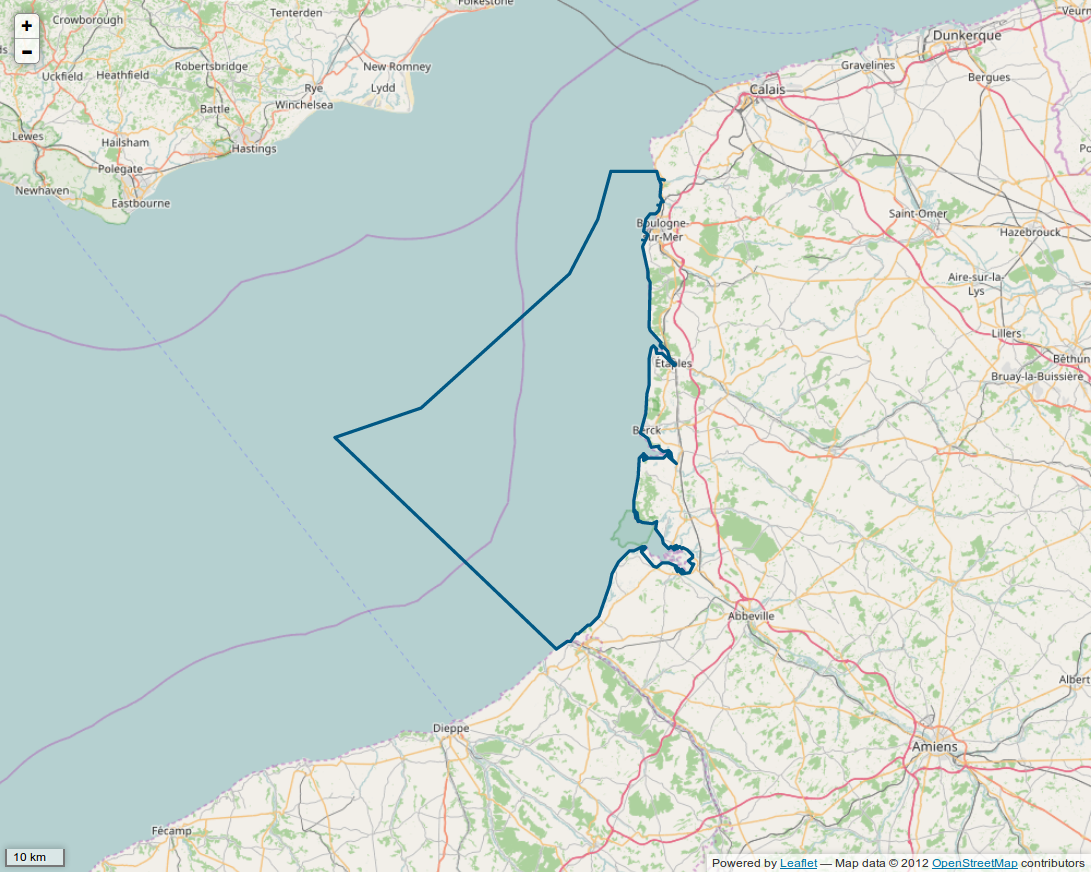
Périmètre du PNM.

Ce périmètre est la variante moyenne (sur le plan de la superficie) arbitrée par les trois préfets des régions concernées parmi un ensemble de variantes étudiées, de moindre surface ou s'étendant plus au large jusqu'aux eaux territoriales anglaises ou plus au nord un peu au-delà des caps Gris-Nez et Blanc-Nez (ensemble également connu comme Grand site national des deux caps). Il se veut être une solution de compromis entre les souhaits des nombreux acteurs engagés dans la réflexion depuis 2008 et les enjeux de protection de l'environnement marin.
Sa position géographique correspond à la section de la Manche où l'onde de marée est la plus contrainte par le Goulot formé par le rapprochement des côtes françaises et anglaise. C'est là que la marée est la plus haute, et que les courants (dont la résultante est orientée vers le nord) sont les plus accélérés, ce qui explique l'originalité des habitats sous-marins et des groupes d'espèces mis en évidence par l'étude CHARM. C'est aussi une zone identifiée comme à enjeux forts sur le plan de la vulnérabilité (densité du trafic et risque maritime, risque de pollutions) et des pressions sur les ressources naturelles (dont granulats).

## Orientations de gestion
Elles sont détaillées et mises en œuvre par le futur conseil de gestion. La proposition soumise à enquête publique en 2011 en contient huit :
- « Connaissance et le suivi partagés de l’état et de l’évolution du milieu marin, ainsi que des activités humaines en interaction avec celui-ci, notamment, pour les estuaires et les bancs de sable sous-marins » ;
- Protection, et si besoin restauration des écosystèmes et du patrimoine naturel (exploité ou non). Cet orientation concerne notamment les nourriceries et les frayères ainsi que les « couloirs de migration en mer » essentiels à la gestion durable et intégrée des ressources halieutiques ;
- Bon état écologique des eaux marines, ce qui est un objectif que tous les États membres doivent atteindre en 2015 pour respecter la DCE (Directive cadre sur l'eau), cette orientation s'intéresse en particulier à « l'observation et à la gestion de la mobilité hydro-sédimentaire, importante pour le bon état des habitats marins et pour conserver le caractère maritime des estuaires » ;
- Gestion coordonnée et partenariale des espaces protégés et des milieux aquatiques (marins ou contigus ou connectés aux milieux aquatiques littoraux).
- Développement durable de la pêche, pour une « exploitation durable des ressources, dans le respect des milieux et en confortant le rôle social et économique de la pêche, enjeu majeur local » ;
- Développement durable des usages dans les estuaires, sur l’estran et en mer, par un usage raisonnable « des ressources vivantes, minérales ou énergétiques de la mer, les usages de loisirs et les usages traditionnels porteurs de l'identité maritime, en œuvrant pour une cohabitation équilibrée de tous, en restant ouvert à l'innovation et à de nouveaux usages » ;
- Préservation du patrimoine culturel lié à la gestion du milieu marin, en explorant et faisant mieux connaître les paysages marins et sous-marins, l'histoire liée aux spécificités historiques, culturelles, environnementales et physiques de la zone couverte et concernée par le parc ;
- Coopération avec les pays voisins (Belgique, Royaume-Uni) pour une protection en commun de ce « détroit international » en faveur d'un développement durable des activités maritimes.

## Conseil de gestion
Composé de 60 membres représentant l'ensemble des usagers locaux de la mer (élus, professionnels, usagers de loisirs, associations de protection de l'environnement, services de l’État, experts), cet organe de gouvernance se réunit régulièrement. Il est présidé à sa création par M. Christian Manable, président du conseil général de la Somme, puis depuis le 30 octobre 2014 par M. Dominique Godefroy, vice-président de la Communauté d'agglomération du Boulonnais. De façon collégiale,  le conseil de gestion élabore le plan de gestion, décide des actions à mener, prend les décisions que met en œuvre l’équipe technique du parc. Il n’a pas le pouvoir de réglementer, mais peut proposer aux préfets concernés des mesures réglementaires ou techniques ou toute autre mesure adaptée à l’espace du parc naturel marin. De sa propre initiative, ou sollicité par les services de l’État compétents, il donne un avis sur tout ce qui concerne le parc. Dans certains cas, s'il s'agit d'autorisations d'activités « susceptibles d'altérer de façon notable le milieu marin du parc », cet avis peut être « conforme » et donc pris en compte obligatoirement par l'État.
Ce conseil était dès l'origine souhaité « résolument marin », où les collectivités territoriales concernées seraient invitées à prendre en compte la mer dans leurs politiques (compétence autrefois essentiellement réservée à l'État), avec les pêcheurs professionnels qui y auraient « une place privilégiée », pour « représenter la diversité des activités traditionnelles maritimes ».

## Cadre juridique
Ce parc répond notamment à un engagement de l'État français qui était de créer 10 % d’aires marines protégées, dont huit nouveaux parcs naturels marins, pour atteindre le nombre de dix parcs, avant 2012, avec l’aide de l'Agence des aires marines protégées (AAMP). C'est aussi un moyen de répondre aux objectifs internationaux fixés à la Conférence mondiale sur la biodiversité de Nagoya (2010) lors de l'année internationale de la biodiversité (10 % d'aires marines protégées en plus dans le monde avant 2020), sachant que la France a en responsabilité le domaine maritime, a priori, le plus vaste et le plus riche en biodiversité au monde.
En février 2008, le processus de création du parc est placé sous la triple responsabilité du préfet maritime de la Manche et de la mer du Nord, d'un préfet de région (Picardie) et d'un préfet de département (Pas-de-Calais). L'arrêté (ministériel) précise dans son « Art. 2. − Le directeur général de la mer et des transports et le directeur de la nature et des paysages sont chargés, chacun en ce qui le concerne, de l’exécution du présent arrêté, qui sera publié au Journal officiel de la République française. ».
L'enquête publique a lieu en 2011, de même que pour deux autres parcs naturels marins (Côte Vermeille, et Glorieuses).
Le parc des estuaires picards et de la mer d'Opale doit aussi contribuer à une meilleure application de nombreuses conventions internationales dont la Convention sur la protection du patrimoine culturel subaquatique.

## Pourquoi un parc au droit des estuaires?
La cohérence géographique, hydrologique, hydro-sédimentaire, halieutique et écologique du périmètre proposé découle en grande partie des caractéristiques géo-morphologiques du détroit (évoquées dans le paragraphe précédent).
Elle provient aussi du fait que cette section de la Manche réunit 7 estuaires aux caractéristiques proches ou communes, dits estuaires picards. Les plus grands et les plus typiques de ces estuaires sont :
- L'estuaire de la Somme (ou Baie de Somme) ;
- L'estuaire de l'Authie (ou Baie d'Authie) ;
- L'estuaire de la Canche (ou Baie de Canche) ;
- Trois estuaires se succédant plus au nord, de taille plus modeste, mais ayant un fonctionnement hydro-sédimentaire de même nature, c'est-à-dire également géo-morphologiquement contrôlés par le fleuve marin côtier qu'ils contribuent aussi à alimenter en eau douce, constituant un milieu de transition[21] sans égal en France.

Ces 6 estuaires ajoutent chacun leurs eaux douces au panache de la Seine et à celui bien plus léger de la Bresle, formant ce qu'on appelle « le fleuve marin côtier » ; une énorme masse d'eau moins salée (et donc moins dense que la Manche et que la Mer du Nord, qui longe la côte vers le nord, poussée par les courants dominants venant de l'Atlantique. La densité, la turbidité, la salinité, la vitesse et l'écologie de ce fleuve marin côtier sont spécifiques. Elles varient selon les époques de l'année (cycle saisonnier), mais aussi selon les années (en fonction des conditions météorologiques et de l'utilisation des sols des bassins versants des fleuves qui y débouchent). Les nutriments apportés par les fleuves nourrissent un grand nombre d'espèces d'algues microscopiques ; Plus de cent dix espèces ont été identifiées dans la zone d'étude du parc, rien que pour le phytoplancton. Ce plancton photosynthétique joue un rôle important dans le cycle du carbone, et il est lui-même mangé par le zooplancton (dominé dans cette zone par 3 espèces de copépode ; Temora longicornis, Acartia clausi et Pseudocalanus elongatus), formant la base animale du réseau trophique, et parfois directement consommé par de grands poissons tels que le requin pèlerin et plus rarement par des baleines. Au printemps, on observe plus couramment des blooms de Phaeocystis dans le fleuve marin côtier, formant lors de sa dégradation un mucus donnant une mousse blanche sur l'estran.
- un domaine marin, à définir sur des bases biogéographiques, hydro-sédimentaires, géologiques, etc. en considérant notamment les « bouchons vaseux » estuariens, le phénomène dit de « fleuve marin côtier », mais aussi les cellules hydrosédimentaires et la zone de courant marin située plus au large. Ces dernières résultent de la conjonction de la géo-morphologie côtière et sous-marine, des apports en eau douce, de l'action des marées, des houles et courants. Elles contrôlent la dynamique et circulation des sédiments qui jouent dans ces régions fortement sablonneuses un rôle essentiel, dans la différenciation des écosystèmes marins, de fonds marins et littoraux. Dans cette région ces cellules forment deux complexes bien marqués, mais liés. Ces deux grands complexes hydro-sédimentaires sont en fait marqués par la configuration du détroit et à la résultante globale des courants montants et descendants, l'un au sud et l'autre au nord du cap Gris-Nez.
- Une part significative de biodiversité marine, et de la biomasse exploitée (poissons, coques…) se nourrit d'une chaine alimentaire qui trouve sa source dans les estuaires. Plus de 1 200 espèces d’invertébrés[22], et plus de 80 espèces de poissons, crustacés, végétaux et, mollusques ont été inventoriés dans le secteur d’étude du parc par le Programme CHARM (30 de ces espèces faisant l'objet d'une exploitation commerciale intense à régulière), diverses études en biologie marine, et l'Agence des aires marines protégées[22]. Pour les protéger en tant que ressource durablement exploitable, il est utile voire nécessaire de protéger les estuaires. Parmi les plus de 300 espèces d’oiseaux marins et limicoles, beaucoup dépendent des estuaires ; directement ou indirectement, pour tout ou partie de leur vie[22].
- On trouve encore localement des reliques de forêts sous-marines de laminaires (0,11 km2 au total dans la zone d'étude du parc) ; devant Audresselles, devant le cap Gris-Nez et ponctuellement au large du cap Blanc-Nez. Laminaria digitata n'est plus présente en 2011 que sur une seule barre rocheuse face au cap Blanc-Nez, alors que 10 ans avant, de petites populations persistaient encore au sud du cap Gris-Nez et à Ault au sud de la Baie de Somme[2]. Comme ailleurs en France les algues brunes de l'ordre des Fucales sont également en régression[2]. Or - ne serait-ce que pour leur rôle d'abri - ces deux espèces jouent un rôle très important pour la ressource halieutique. Le parc pourrait contribuer à comprendre les causes de leur régression et à tenter des plans de réintroduction ou de restauration & confortement des populations survivantes.
- la zone du parc n'est pas épargnée par les espèces invasives ; le LOG (laboratoire d’océanologie et de géosciences) de Wimereux en suit près d'une centaine d'espèces (90) dont la crépidule (qui commence à poser en Bretagne et localement en Manche de sérieux problèmes en tapissant les fonds au détriment des espèces autochtones)[2].
- Trois entités écopaysagères importantes sont la bande littorale d'estran, le front dunaires et ses laisses de mer. Elles sont particulièrement vulnérables car  « avec 77 % de son littoral en érosion, le Pas-de-Calais est le département le plus touché au niveau national », avec des enjeux économiques d'importance (stations balnéaires, tourisme, zones portuaires, espaces protégés, habités ou cultivés menacés. L'écotone « terre-mer » qui se déplace bi-quotidiennement au rythme des marées et cycliquement avec une amplitude plus grande lors des grandes marées est le lien terre-mer qu'il faut surveiller et localement gérer. Cette bande littorale abrite plusieurs haltes migratoires qui sont souvent des Zones de connexion biologique (ZoCoB) importantes et ont une importance supra-européenne (Enjeu = paléarctique nord-occidental pour les oiseaux) ; Ce sont notamment les estuaires et leurs vasières, ainsi que les zones humides arrières littorales. Le potentiel écologique de ces sites n'est pas atteint, mais ils jouent un rôle incontestable pour les poissons (anadromes, catadromes et amphidromes notamment), les organismes des eaux saumâtres, et pour les oiseaux migrateurs entre leurs zones de reproductions circumpolaires et leurs aires d'hivernage jusqu'au centre de l'Afrique. Cette bande est un élément structurant de la Trame verte et bleue régionale et nationale (TVB). C'est ainsi à partir des estuaires que des corridors secondaires de migration sont empruntés par les oiseaux migrateurs, le long des fleuves pour gagner l'intérieur des terres, soit pour rejoindre leur zone de nidification, soit (pour les laridés par exemple) pour trouver un refuge provisoire quand ils pressentent l'arrivée d'une tempête.

Le périmètre actuel du parc naturel marin a été présenté comme répondant globalement à la plupart des enjeux marins et de développement durable liés aux activités maritimes et littorales, hormis la sécurité maritime surtout liée au trafic du « rail », et sans aller jusqu’au site national des « 2 caps » au nord, avec une largeur fortement restreinte au nord. Une étude a montré que paradoxalement c'est sous le rail, là où le trafic est maximal (600 bateaux par jour environ), sur les « Ridens » que les milieux semblent le mieux conservés, probablement uniquement en raison d'une moindre exploitation des fonds. Les plongées d'observation ont mis en évidence (en 2011) que les biocénoses écologiquement les plus riches et les moins dégradées semblaient concentrées sur les ridens du pas de Calais, précisément sous le « rail », protégées en quelque sorte par l’« autoroute maritime » qui passe environ 20 m plus haut, en surface, et aussi en raison d'une grande profondeur et de forts courants baignant un milieu hétérogène propice à la coexistence de nombreuses niches écologiques et donc à une biodiversité importante. L'importance de ces milieux avait déjà été mise en évidence par l'atlas synthétisant les résultats des  études du programme CHARM II, mais à partir de prélèvements faits et non d'observation faites in situ par des plongeurs ou robots, en raison du trafic marchand et de ferries qui rend la zone dangereuse. Des études antérieures ont aussi montré que certaines épaves pouvaient jouer le rôle d'oasis sous-marines pour certaines espèces, or la plus grande concentration d'épaves de la zone est située au nord-ouest de Boulogne-sur-Mer, mais nombre d'entre elles sont âgées et s'effondrent peu à peu sur elles-mêmes. Une expérience nommée BORA a consisté dans les années 1990 à installer près d'une épave (celle de l’Ophélie, un pétrolier coulé vers 1940, partiellement ensablé et en voie de s'effondrer sur lui-même, non loin de Boulogne) des modules constitués de différents matériaux pouvant entrer dans la composition d'un récif artificiel (des plus lisses à des matériaux rugueux). Elle a montré que la colonisation de ces éléments (même les plus lisses) par des propagules se faisait rapidement en dépit des courants importants et de la forte turbidité de l'eau dans cette partie du détroit.

## Enjeux paysagers
Les « dunes et estuaires d’opale » sont une des grandes entités paysagères majeures retenues par l' Atlas régional des paysages de 2008. Elles évoluent au nord vers un paysage de hautes falaises classé « Grand Site de France ».
Les estuaires dits « estuaires picards » (Somme, Authie, Canche, Slack) présentent des caractéristiques géo-morphologiques et écologiques particulières, rarement observées dans le monde : la mer ne les rencontre pas de face, mais avec un courant perpendiculaire montant et descendant qui peut atteindre plusieurs nœuds de vitesse, ce qui explique un fonctionnement hydro-sédimentaire différent.
Ces trois grandes entités paysagères ont leur « pendant » ou des prolongations sous l'eau ; dans une immense dépression qui lors des dernières glaciations était exondée et fréquentée par les grands animaux préhistoriques (on remonte encore parfois des dents de mammouths dans les chaluts). Les « ridens », les dunes hydrauliques et certains bancs de sable que seuls les plongeurs sous-marins peuvent voir sont sans cesse remodelés par les puissants courants du détroit, mais également déterminés par le contexte géologique et l'histoire des glaciations.
La notion de « paysage sous-marin », apparue avec les premiers témoignages des scaphandriers, puis la plongée sous-marine amateur et les films du commandant Cousteau, développée par Jules Verne dans 20 000 lieues sous les mers fait maintenant partie intégrante de la Convention de Florence sur la protection des paysages. C'est une des dimensions méconnues de la Manche-Est où les conditions de plongée sont souvent difficiles. Elle est prise en compte par le parc naturel marin.

## Enjeux en matière d'écologie marine et terrestre
Des caractéristiques hydro-sédimentaires et hydrodynamique très particulières (fleuves aux débits lents et réguliers rencontrant des marées importantes associées à de vastes zones d'estran, bordés de dunes côtières localement bien conservées et d'un important complexe de marais arrière-littoraux situés sur des corridors de migration aviaire d'importance au moins paneuropéenne expliquent la richesse écologique et le potentiel de cette zone qui abrite une flore patrimoniale, de nombreux invertébrés, mais aussi de nombreux oiseaux de passages ou sédentaires sur terre (fauvette, Tadorne de Belon, bécasse…) comme en mer (mammifères marins, avec l'une des plus belles colonies de phoques de France, frayères d'importances majeures…), et en eau douce une grande variété de batraciens protégés (dont tritons, crapaud calamite, rainette arboricole…).
Cette zone est pour ces raisons, et pour son écopotentialité considérée comme étant d'intérêt prioritaire par la stratégie nationale pour la création d'aires marines protégées, en France métropolitaine.
Le parc renforcera les actions déjà menées en région Nord-Pas-de-Calais et en Picardie par :
- La réserve naturelle nationale de la baie de Somme (créée en 1994) incluant le parc du Marquenterre 
et la réserve naturelle nationale de la baie de Canche (créée en 1987).
- Les sites du réseau Natura 2000 sur cette zone : FR2200346[28], FR2210068[29], FR3100481[30], (FR3112004)[31], (FR3110038)[32]
- Les sites du Conservatoire du littoral du Nord-Pas-de-Calais-Picardie[33] : massif du Marquenterre[34], baie de Somme[35], baie de la Canche[36] et baie d'Authie[37]

Côté terre et littoral, le patrimoine naturel des trois estuaires picards, leurs marais et dunes côtières rassemble différents écosystèmes aux enjeux différents et forts. Côté mer, Certaines espèces semblent reconstituer leurs populations, d'autres régressent encore de manière très préoccupante (Fucus, laminaire…). Toutes dépendent de la qualité de l'eau. On ne peut agir à court terme sur le réchauffement climatique dont les impacts sont observés sur le plancton et le poisson (sur 90 espèces de poissons, une quinzaine ont remonté vers le nord bien que la température de l'eau n'ait gagné que 1,05 °C en moyenne), mais on peut faciliter la résilience écologique de certaines biocénoses. On peut en revanche agir sur certains polluants. Or on sait que la plupart des apports en mer de polluants et déchets marins sont « terrigènes », c'est-à-dire apportés par les fleuves. Une approche écosystémique, coordonnée avec tous les bassins versants concernés est donc nécessaire, qui implique une vision commune et notamment l'aide coordonnée des 5 SAGEs du delta de l'Aa, du Boulonnais de la Canche de l'Authie de la Some-Aval et de la Bresle, ce qui peut se faire dans le contexte des deux SDAGE des bassins Seine-Normandie et Artois-Picardie, approuvés en 2009.

### Faune

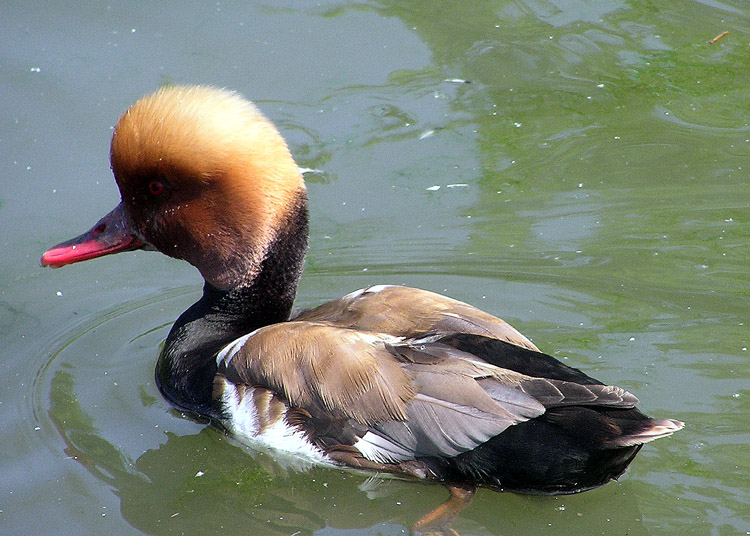
Nette rousse (Netta rufina) mâle

Ce vaste ensemble littoral abrite une population résidente de phoque veau-marin (Phoca vitulina)(reproductrice en baie de Somme) mais également de migrateurs comme le phoque gris (Halichoerus grypus), le grand dauphin (Tursiops truncatus) et le  marsouin (Phocoena phocoena).
Il présente un intérêt ornithologique important pour les stationnements de diverses espèces marines et littorales, qu'il s'agisse du plongeon catmarin, du fou de Bassan, du grand Cormoran, d'anatidés (eider à duvet, macreuse noire, macreuse brune, harle huppé), du bécasseau sanderling et de nombreux laridés (mouette mélanocéphale, mouette pygmée, mouette rieuse, goéland cendré, goéland brun, goéland argenté, goéland leucophée, goéland marin, sterne caugek, sterne naine, sterne pierregarin, petit pingouin et guillemot de Troïl).
Parmi les espèces plus rares, peuvent être signalées le plongeon arctique, le grèbe jougris, le grèbe à cou noir, le fuligule milouinan, le grand labbe, etc.
Les lamellibranches sont nombreux. Des populations importantes mais fluctuantes de coques (Cerastoderma edule) peuplent les trois estuaires mais aussi certaines zones sablo-vaseuses entre ceux-ci. Les solenidae sont représentés par des espèces autochtones (Ensis ensis et Solen marginatus) mais aussi par une espèce nord-américaine (Ensis directus).
Selon les données synthétisées par le Programme Intereg ARCH[Quoi ?], les habitats sous-marins sont nombreux et variés sur les fonds, selon les courants et le type de sédiments (forçage hydrodynamique), on trouve 4 grandes communautés macrobenthiques sédentaires dans cette région (Manche-Est) :
- communauté à forte épibiose sessile sur les cailloutis là où le courant est fort (vers le centre du détroit ou de la Manche) ;
- communauté des graviers et sables grossiers ou gravelles à Amphioxus ;
- communauté des sables moyens dunaires (sous-marins) à Ophelia borealis ;
- communauté des sables fins plus ou moins envasés à Abra alba (faciès variant selon le courant, mais en courant modéré).

À proximité de la côte, dans le fleuve marin côtier moins salé alimenté par la Seine, la Somme et les autres fleuves plus au nord, d'autres communautés ou des variations de ces communautés sont observées, avec des richesses spécifiques et des abondances plus ou moins importantes.

### Flore

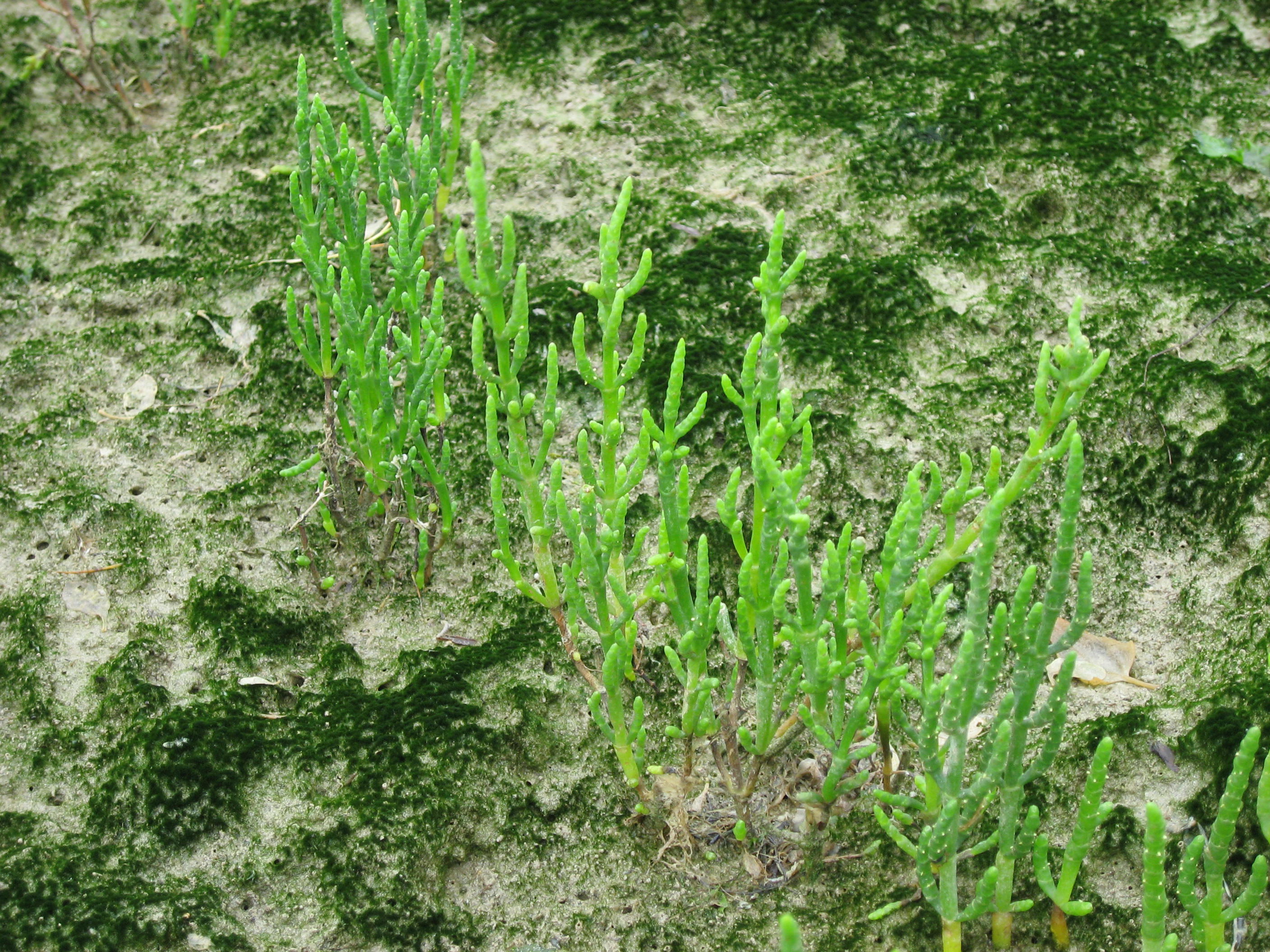
Salicorne, l'une des plantes typiques des zones saumâtres estuariennes

Dans les trois estuaires, la flore est caractéristique des milieux régulièrement recouverts par la mer : salicornes, puccinellie, etc. Les milieux attenants abritent également des espèces dites d'intérêt communautaire (c'est-à-dire d'intérêt patrimonial européen) comme l'Ache rampante (Apium repens), le Liparis de Loesel (Liparis loeselii), etc.
- Le lilas de mer ou statice commun (Limonium vulgare miller) peuple les dépressions humides des hauts niveaux estuariens. Sa cueillette est limitée à un bouquet par famille…

## Interactions avec d'autres projets
Le projet de parc s'est construit alors que les stratégies marines de l'Europe et de la France tendent à évoluer et que les cartographies des littoraux et milieux marins progressent.
Dans le même temps, la France a mis à jour sa stratégie nationale pour la biodiversité et - comme l'impose la Loi grenelle I - travaille à une Stratégie nationale de création d'aires protégées pour les surfaces émergées et les géotopes.
L'Agence des aires marines protégées peut donner son avis sur des projets en cours, dont d'autres projets également d'intérêt public, tels que les projets d'éolien offshore (car « en raison de la présence de hauts fonds sableux souvent éloignés des côtes, et de facilités de liaison à terre, une part importante du secteur d'étude de ce parc naturel marin comprend des zones techniquement favorables à l'installation d'éoliennes en mer : plusieurs projets sont recensés en France, dont celui du parc éolien des deux côtes, en bordure du périmètre d'étude ».